# El Dschihad

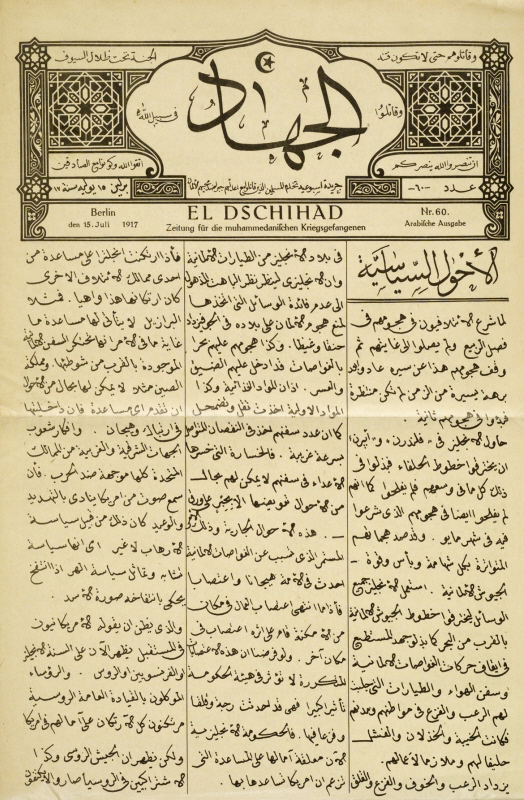
Die 60. Ausgabe der El Dschihad vom 15. Juli 1917

Die El Dschihad (auch al-Ğihād od. al Djehad; dt.: Der Heilige Krieg) war eine in mehreren Sprachen durch die Nachrichtenstelle für den Orient herausgegebene Propagandazeitung im Ersten Weltkrieg, die im Weinberglager bei Zossen und im Halbmondlager bei Wünsdorf distribuiert wurde. Ziel war die ideologische Beeinflussung muslimischer Kriegsgefangener mit dem Zweck, diese zum Kampf gegen die Kolonialmächte aufzuwiegeln und so im Sinne der eigenen Militärstrategie nutzbar zu machen. Die erste Ausgabe der Zeitung für die muhammedanischen Kriegsgefangenen, so der Untertitel des Blattes, erschien am 1. März 1915 in Arabisch, Turkotatarisch und Russisch. Weitere Nummern wurden in vierzehntägigen Abständen, vermutlich bis Mitte Oktober 1918, publiziert – ein offizieller Einstellungsbeschluss konnte bis dato nicht gefunden werden.

## Inhalt und Aufbau
Das Kernstück der El Dschihad bildeten die von muslimischen Propagandisten und arabischen Nationalisten verfassten Aufsätze, bei denen es sich häufig um Reden und Predigten, die zuvor vor den Gefangenen der beiden Lager gehalten wurden, handelte. Zusätzlich dazu umfasste die Zeitung ausgewählte Informationen über das aktuelle Kriegsgeschehen, Bekanntmachungen aus den Gefangenenlagern sowie allgemeine Beiträge aus den einzelnen Heimatländern zum Beispiel in Form von Artikeln aus Konstantinopel und diversen indischen Zeitungen. Dadurch sollte zu aufdringliche Propaganda vermieden werden, die womöglich Misstrauen geweckt und so den eigentlichen Zweck des Blattes torpediert hätte.

## Entstehung
Die Grundidee für die Produktion einer Propagandazeitung für muslimische Häftlinge entstammte der Nachrichtenstelle für den Orient, die zum Zwecke der pro-deutschen Propaganda im Orient und unter orientalischen Kriegsgefangenen durch den Generalstab und das Auswärtige Amt eingerichtet wurde. Zusammen mit Scheich Șālih aš-Šarīf at-Tūnisī entwickelte Max Freiherr von Oppenheim das der El Dschihad zugrundeliegende Konzept, das eine wöchentlich erscheinende Zeitung in Arabisch, Türkisch, Urdu, Hindi und Russisch vorsah. Verantwortlich für die redaktionelle Arbeit sollte Schabinger von Schowingen, der spätere Nachfolger von Oppenheim als Leiter der Nachrichtenstelle, sein. Um die technische Abfertigung sollte sich der Journalist Adler kümmern.
Bereits in einer Mitteilung vom 5. Januar 1915 an den Generalstab und das Kriegsministerium, in dem diese über die Schaffung der Nachrichtenstelle an sich unterrichtet wurden, wurde die El Dschihad erwähnt. Innerhalb weniger Wochen stimmten beide Behörden dem Unterfangen zu, aber nur unter der Voraussetzung, dass jede einzelne Nummer zuvor durch das Auswärtige Amt und den Leiter der politischen Sektion des stellvertretenden Generalstabs, Rudolf Nadolny, kontrolliert werde. Letzterer schränkte das Unterfangen allerdings massiv ein und forderte eine Kürzung des Umfangs auf das Mindeste und stellte klar, dass eine Verteilung außerhalb der beiden Lager nicht vorgesehen sei.

## Produktion
Erfolgte die Redaktion und die technische Umsetzung anfangs noch durch Adler, kündigte dieser im Juni 1915 und wurde durch Herbert Müller, Frederik-August Graf Rantzau, Helmuth von Glasenapp und Professor Willy Spatz ersetzt. Sie sollten – als Antwort auf Kritik Adlers in seinem Kündigungsschreiben an das Auswärtige Amt – dem Blatt eine agitatorischere Tendenz verleihen.
In der Hoffnung darauf, eine effektivere Wirkung bei den inhaftierten Muslimen zu erzielen, bemühte sich die Nachrichtenstelle für den Orient um Informationen aus den Lagern, angefangen bei den Interessen und Gesprächsthemen der Häftlinge bis hin zu ihrem Leseverhalten und etwaigen Verständnisproblemen.
Hergestellt wurden die Zeitungen in der Fotolithografie der Reichsdruckerei. Sie umfasste zunächst zwei, später vier Blatt und wurde im Folioformat um durchschnittlich acht Pfenning pro Nummer produziert.

## Namentlich genannte Autoren
- Ma'mūn Abu'l-Fadl
- Muhammad al-Ḫiḍr Husain
- Abd al-Azīz Šāwīš, Herausgeber der al-Liwa’ (Zentralorgan der ägyptischen Unabhängigkeitsbewegung)
- Muhammad ibn Sa'īd at-Tūnisī
- Abd ar-Rašīd Ibrāhīm
- Hasan Fahmī
- Șālih aš-Šarīf at-Tūnisī

## Kritik
Gab es während der Planungsphase der Zeitung für die muhammedanischen Kriegsgefangenen noch kaum Einwände gegen das Vorhaben, sahen sich die Produzenten der El Dschihad binnen kürzester Zeit nach den ersten Erscheinungen mit heftiger Kritik konfrontiert. Einer der führenden Kritiker war der Lagerkommandant des Halbmondlagers Freiherr von Hadeln.

### Erscheinungsrhythmus
Gefangene und Teile der Lagerverwaltung, darunter von Hadeln, beschwerten sich insbesondere über das unregelmäßige Erscheinungsintervall, in dem die El Dschihad veröffentlicht wurde. Dieser Umstand lässt sich allerdings nicht auf Fehler von Seiten der Nachrichtenstelle für den Orient zurückführen, sondern resultierte eher aus Problemen in der Organisation der Reichsdruckerei, wodurch sich die Auslieferung verzögerte.

### Inhaltliche Aspekte
Ein bei der Produktion anfänglich vernachlässigtes Problem war der Bildungsunterschied zwischen den meist kultivierte Autoren auf der einen und den eher einfachen Gefangenen auf der anderen Seite. Das verwendete, hochsprachliche Arabisch stieß häufig auf Unverständnis bei den inhaftierten Muslimen und wurde daher von mehreren Stellen beanstandet. Um diesem Effekt entgegenzuwirken und eine höhere Attraktivität für weniger gebildete Häftlinge zu erreichen, setzte man daher verstärkt auf Fotos und Illustrationen. Dies ändert langfristig aber nichts daran, dass die Standards – sowohl inhaltlich als auch sprachlich – nach wie vor zu hoch für die Gefangenen waren, wie von Hadeln nach einem halben Jahr anprangerte.
Ein weiterer Kritikpunkt war die mangelnde Aktualität der Informationen bzw. das Fehlen von tagesaktuellen Nachrichten. Schabinger verwies mehr als einmal darauf, dass die El Dschihad keine Tageszeitung ersetzen solle oder überhaupt könne, sondern primär der Propaganda diene. Dennoch war von Hadeln der Meinung, dass dies die Authentizität und Glaubwürdigkeit der Zeitung gefährde.

### Effektivität
Elementar – und tendenziell eher ernüchternd – blieb die Frage nach der Effektivität. Von Hadeln kritisierte den erheblichen Aufwand und die Kosten für Produktion und Distribution, die seiner Meinung nach in keiner Relation zur Wirkung der Maßnahme standen. Von den rund 4000 inhaftierten Nordafrikanern im Halbmondlager waren nur 800 dazu bereit, sich den Mittelmächten anzuschließen. Auch Adler kommentierte diesen Missstand in seinem Kündigungsschreiben an das Auswärtige Amt und erklärte die El Dschihad als wirkungslos. Ursächlich dafür waren seiner Meinung nach das Misstrauen der Häftlinge gegenüber der Zeitung und die hohe Analphabeten-Rate unter ihnen.